# Anthony McFarland
Anthony Darelle McFarland, detto Booger (Winnsboro, 18 dicembre 1977), è un ex giocatore di football americano statunitense che ha militato nel ruolo di defensive tackle nella National Football League.

## Biografia
Al college, McFarland giocò a football a LSU. Fu scelto come 15º assoluto nel Draft NFL 1999 dai Tampa Bay Buccaneers. Divenne titolare a partire dalla sua seconda stagione, in cui terminò con un primato in carriera di 6,5 sack. Due anni dopo vinse il Super Bowl XXXVII contro gli Oakland Raiders. Dopo cinque gare della stagione 2006 passò agli Indianapolis Colts, con cui disputò le restanti undici, tutte come titolare, e a fine anno vinse il suo secondo anello nel Super Bowl XLI contro i Chicago Bears. Si ritirò dopo non essere mai sceso in campo nella stagione 2007.

## Palmarès

### Franchigia
- Super Bowl : 2

Tampa Bay Buccaneers: XXXVII
Indianapolis Colts: XLI
- National Football Conference Championship: 1

Tampa Bay Buccaneers: 2002
- American Football Conference Championship: 1

Indianapolis Colts: 2006

## Statistiche
| Tackle     | 188  |
| Sack       | 22,5 |
| Intercetti | 1    |